# اوروکتوی
اوروکتوی (به لاتین: Oroktoy) یک منطقهٔ مسکونی در روسیه است که در جمهوری آلتای واقع شده‌است.